# ボグダットの戦い
ボグダットの戦い、ボグダット作戦 (ロシア語: Богдатское сражение)、バグダッドスカヤの戦い とは、ザバイカルでのロシア内戦中で最大の、ソビエトパルチザンと白軍 (遠征する日本の第5師団と共に)の間で行われた戦闘であった。
1919年夏、地方抵抗運動は白軍コサックと日本による政権に対して威嚇を行ない、その政権は東バイカルにおけるパルチザンの位置上で大規模な攻勢に乗り出すことを決定した。8個連隊のコサックと2000人に至るまでの日本の兵士が作戦に参加した。パルチザンはこのような攻勢を予想できておらず、ボグダット及びホミャキ村の近くを一日で取り囲まれ、その後封鎖が強化された。
ボグダットは、パーヴェル・ジュラフリョーフが率いる東ザバイカル戦線の本部の本拠地であった。9月29日から10月19日の間、パルチザンは、包囲の突破を必死に試みた。最終的に、部隊の三分の二は、どうにか捕捉を避け、脱出した。